# King & Prince CONCERT TOUR 2021 〜Re:Sense〜
『King & Prince CONCERT TOUR 2021 〜Re:Sense〜』（キング アンド プリンス コンサート ツアー 2021 リセンス）は、日本の男性アイドルグループKing & Princeの全国アリーナツアーであり、有観客ライブとしては約1年9か月ぶりの夏から秋にかけて行われた。
ライブはグループにとって3作目となるオリジナル・アルバム『Re:Sense』を引っ提げて行われた。2021年7月25日の大阪城ホールよりスタートし、同年9月19日の真駒内セキスイハイムアイスアリーナでの公演をもって幕を閉じる、5会場28公演というツアーとなった。

## 日程
公演日時・会場
- 7月25日・7月26日・7月27日 - 大阪城ホール
  - 第1部 12:30 - / 第2部 18:00 -
- 8月11日・8月12日・8月13日・8月14日・8月15日 - 横浜アリーナ
  - 第1部 12:30 - / 第2部 18:00 -
  - 第1部 18:00 - （8月13日のみ）
- 8月25日・8月26日 - 日本ガイシスポーツプラザ ガイシホール
  - 第1部 12:30 - / 第2部 18:00 -
- 9月11日・9月12日 - セキスイハイムスーパーアリーナ
  - 第1部 12:30 - / 第2部 18:00 -
- 9月17日・9月18日・9月19日 - 真駒内セキスイハイムアイスアリーナ
  - 第1部 18:00 - （9月17日のみ）
  - 第1部 12:30 - / 第2部 18:00 -

## 映像作品『King & Prince CONCERT TOUR 2021 〜Re:Sense〜』
『King & Prince CONCERT TOUR 2021 〜Re:Sense〜』（キング アンド プリンス コンサート ツアー 2021 リセンス）は、King & Princeの4作目のライブ・ビデオ。2022年1月12日にJohnnys’Universe / ユニバーサルミュージックから発売された。

## 概要
2021年8月11 - 15日に行われた全国ツアーの横浜アリーナ公演の模様を収録。
初回限定盤と通常盤にはそれぞれ別の特典映像を収録し、初回限定盤は、40ページフォトブックレットが付属、三方背ケース トールサイズデジパックのスペシャルパッケージ仕様、通常盤は、通常トールパッケージ仕様となっている。
初回限定盤・通常盤、各DVD、及び、Blu-rayの計4形態でリリース。

## チャート成績
初週DVD：12万9085枚・Blu-ray：17万8227枚を売り上げ、「オリコン週間DVDランキング」「オリコン週間Blu-rayランキング」でともに初登場1位を獲得した。

## 収録内容

### 本編映像
Disc 1
1. koi-wazurai
2. Heart & Beat
3. High On Love!
4. Namae Oshiete
5. ナミウテココロ
6. Naughty Girl
7. Dance to the music
8. Beating Hearts
9. Dance with me
10. &LOVE
11. Amazing Romance
12. サマーデイズ
13. 恋降る月夜に君想ふ
14. Lost in Love
15. I promise
16. Body Paint
17. BUBBLES & TROUBLES
18. ツッパリ魂
19. フィジャディバ グラビボ ブラジポテト!
20. Mazy Night
21. Magic Touch
22. 今君に伝えたいこと
23. Memorial
24. 僕らのGreat Journey
25. Love Paradox
26. Super Duper Crazy〜Oh My Girl
27. シンデレラガール
28. Dear My Tiara
29. 幸せがよく似合うひと
30. ゴールデンアワー

### 特典映像

#### 初回限定盤
Disc 2
1. The Beginning of Re:Sense
2. 「Body Paint」ダンスショット映像
3. 「Namae Oshiete」ソロアングル映像

#### 通常盤
Disc 2
1. Documentary of King & Prince CONCERT TOUR 2021 〜Re:Sense〜